# 俾斯麦大街

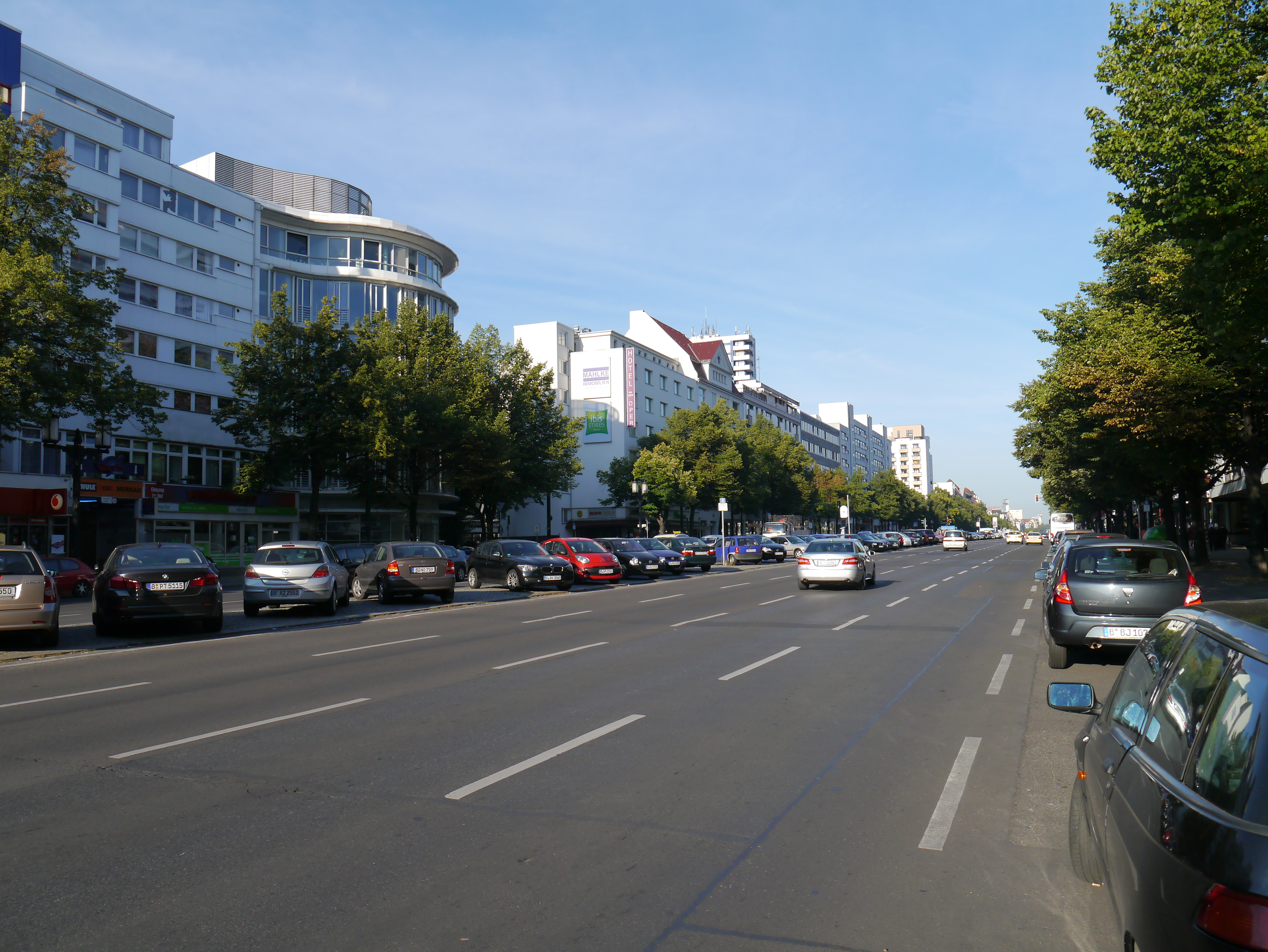

52°30′43″N 13°18′32″E / 52.51194°N 13.30889°E
俾斯麦大街（德語：Bismarckstraße）是德国首都柏林夏洛滕堡-维尔默斯多夫区的一条主干道，介于索菲-夏洛特广场和恩斯特-罗伊特广场之间。得名于首相俾斯麦。它是菩提树下大街和六月十七大街的延长线，是联邦2号公路和5号公路的一部分。 
这条路主要以柏林德意志歌剧院和激烈的1967年学生运动而知名，当时一名学生本诺·欧内索格在歌剧院附近被警察枪杀。沿路还有 tax，福禄贝尔房子，和恩斯特-罗伊特广场附近原席勒剧院的建筑。
地铁2号线沿路设有索菲-夏洛特广场、俾斯麦大街和德意志歌剧院3个地铁站。